# Museo Richard-Ginori della manifattura di Doccia
Il Museo Richard-Ginori della manifattura di Doccia si trova a Sesto Fiorentino (FI) in via Pratese ed espone un'eccellente selezione delle opere prodotte dalla Manifattura Ginori a Doccia poi Richard-Ginori dalla fondazione ai giorni nostri.
Il Ministero per i beni e le attività culturali lo gestisce tramite la Direzione regionale Musei.

## Storia
Sin dai primi anni di attività, il marchese Carlo Ginori destinò alcuni locali al pianterreno della villa Ginori di Doccia per la raccolta di modelli, ceramiche e terre, formatasi nel primo periodo di vita della fabbrica. A questo scopo nel 1754 fu creata un'apposita Galleria in cui esporre i prodotti migliori della fabbrica.
Dopo l'acquisizione (1896) della Ginori da parte della milanese Soc. Ceramica Richard, la famiglia Ginori-Lisci mantenne la proprietà delle raccolte storiche ma le lasciò in deposito nei locali storici della villa di Doccia, dove erano esposte fin dalle origini. 
A questa collezione Ginori-Lisci si aggiunsero via via nuovi oggetti di proprietà Richard-Ginori. 
Nel 1950, venne stipulato un accordo tra la famiglia Ginori-Lisci e la Richard-Ginori: la famiglia riacquisì un terzo della propria raccolta, lasciando i restanti due terzi alla Richard-Ginori. 
Il Museo attuale venne appositamente costruito su progetto di Pier Niccolò Berardi e Fabio Rossi e inaugurato nel 1965, conservando il lascito Ginori oltre a tutti gli oggetti raccolti dopo la fusione con la Richard.
Il 27 novembre 2017 il Museo viene comprato dallo Stato Italiano attraverso il Ministero dei beni e delle attività culturali e del turismo. La collezione viene ceduta attraverso una legge che permette il pagamento delle tasse attraverso opere d'arte.

## Descrizione
La raccolta inizia dagli oggetti in maiolica, porcellana e terraglia, realizzati dalla Manifattura Ginori dal 1737 al 1895, fino poi agli oggetti della Richard-Ginori fino agli anni 1990. L'ordinamento segue le fasi storiche dell'attività della manifattura, nella successione dei marchesi Ginori che ne furono i proprietari: Carlo Ginori (1737-1757), Lorenzo Ginori (1758-1791), Carlo Leopoldo Ginori (1792-1837), Lorenzo Ginori (1838-1878), Carlo Benedetto Ginori (1879-1896) e della Società ceramica Richard-Ginori (dal 1896).
I pezzi esposti sono di notevole qualità e evidenziano il connubio tra le forme dell'arte tradizionale fiorentina aggiornate via via agli sviluppi delle arti decorative europee. Spiccano il vasellame decorato del primo periodo, o il camino in porcellana con copie di statue michelangiolesche, le copie di statue classiche di Gaspero Bruschi e dei quadri del Rinascimento fiorentino, o ancora i modelli e i calchi per sculture presi da opere di Giovan Battista Foggini e Massimiliano Soldani Benzi. Tra le ultime opere, le raffinate ceramiche disegnate da Giò Ponti, di cui il museo conserva anche un nutrito corpus di disegni originali. 
Una sezione è dedicata a ceramiche prodotte da altre manifatture nell'Ottocento e Novecento (come la Manifattura Palme di Pisa e altre acquisite in epoche successive dalla Richard).
Il museo è dotato anche di una sezione ludico-didattica per i bambini, una biblioteca, una fototeca e un archivio che permettono di acquisire una documentazione completa della produzione storica della manifattura.